# Peștera Piatra Altarului
Peștera Piatra Altarului este o cavitate subterană din Munții Bihorului.
Descoperirea ei s-a produs în anul 1984 de către speologii Clubului Politehnica din Cluj. 

## Descriere
Peștera Piatra Altarului este alcătuită din patru incăperi mari:
- Galeria "Palatul" este încăpere înaltă de aproximativ 30 m, a cărei formă aduce cu cea a unei catedrale gotice. Aici se întâlnesc curgeri de calcit și domuri înalte.

- Galeria "Paradisul" este ca un rezumat al peșterii, ce se termină brusc, cu un pârău de mondmilch și abundă in formațiuni, coloane, discuri, macrocristalele de calcit, buzdugani, nuferi, cristalele scheletice de calcit, în forma de triunghiuri excavate, stalagmitele monocristal, coloanele tip palmier, draperii, coralite, perle de peșteră;

- “Geoda”: unde se petrece un fenomen destul de rar și remarcabil, si anume transformarea apei supramineralizate în cristale perfecte de calcit, acoperind toată încăperea;

- Galeria "Altarul" sau "Cimitirul Urșilor", unde există sub stratul gros de calcit cranii de urși tineri de cavernă.

## Condiții de vizitare
Peștera Piatra Altarului este închisă cu porți de fier și nu poate fi vizitată, fiind declarată rezervație naturală.